# Emil Jannings
Emil Jannings, nato Theodor Friedrich Emil Janenz (Rorschach, 23 luglio 1884 – Strobl, 3 gennaio 1950) è stato un attore tedesco naturalizzato austriaco.
Fu il massimo esponente del cinema del suo paese negli anni venti e trenta rappresentando egregiamente il tipo romantico-ottocentesco del grande attore di prosa.
Di vigorose capacità grottesche e istrioniche, talvolta debordanti, ma potenti caratterizzazioni psicologiche, vinse il premio come miglior attore protagonista alla 1ª edizione dei premi Oscar nel 1929. È, al 2023, l'unico attore tedesco ad aver vinto in questa categoria.

## Biografia

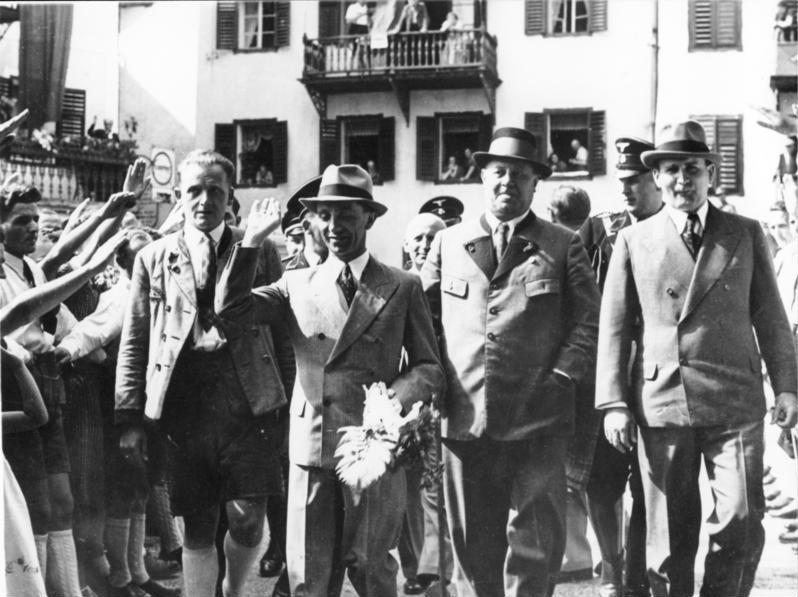
Jannings insieme al ministro della Propaganda Goebbels a St. Wolfgang nel 1938

Nato Theodor Emil Janenz, era figlio di Emil Janenz, un imprenditore statunitense di Saint Louis e di Margarethe Schwabe, una donna tedesca. Dopo aver vissuto a Lipsia e a Görlitz, a soli sedici anni fuggì di casa per imbarcarsi come marinaio. Di ritorno dalla sua esperienza in mare, della quale fu molto deluso, si avvicinò al teatro più per necessità che per vocazione ma le sue doti furono tuttavia notate dal grande Max Reinhardt, che lo volle nella sua compagnia. Entrò nel cinema nel 1914 e venne valorizzato dal regista Ernst Lubitsch, che vide in lui l'interprete ideale dei suoi film pseudostorici, basati sulla rievocazione, in tono enfatico e volutamente caricaturale, di personaggi celebri, quali il Luigi XV di Madame du Barry (1919) e l'Enrico VIII di Anna Bolena (1920).
Sempre in questa direzione, lo si ricorda in film diretti da Dimitri Buchowetzki come Danton (1920), Otello (1922), Pietro il Grande (1923) e nella parte di Nerone del Quo vadis? (1924) che interpretò a Roma, per la regia di Georg Jacoby e Gabriellino D'Annunzio.
Jannings legò il suo nome alle più significative realizzazioni della produzione tedesca del tempo, con film quali L'ultima risata di Friedrich Wilhelm Murnau, Tre amori fantastici (noto anche col titolo Il gabinetto delle figure di cera) di Paul Leni, Njù di Paul Czinner, Varieté di Ewald André Dupont (tutti del 1925-1926), nei quali concentrò i suoi mezzi espressivi nell'interpretazione di personaggi tipicamente germanici e suggestivamente simbolici.
In questa chiave la sua prova maggiore resta quella del professor Rath in L'angelo azzurro (1930) accanto a Marlene Dietrich, dove espresse il suo gusto per il naturalismo, gusto che adeguò poi al clima nazista, con ritratti a tutto tondo di personaggi storici, da Robert Koch in La vita del dottor Koch (1939), a Paul Kruger in Ohm Kruger l'eroe dei Boeri (1941), film che gli meritarono la designazione di attore ufficiale della Germania di Hitler. Jannings fu anche negli Stati Uniti (1927-1929), dove interpretò sei film, ottenendo il Premio Oscar per Crepuscolo di gloria (1928) e Nel gorgo del peccato (1928).
Nel 1945 Jannings lasciò il cinema e si ritirò in Austria, a Strobl nei pressi di Salisburgo. Due anni dopo, nel 1947 divenne cittadino austriaco. Morì il 3 gennaio 1950, all'età di 65 anni, colpito da un cancro al fegato. È sepolto nel cimitero di St. Wolfgang.

## Filmografia
- Passionels Tagebuch, regia di Louis Ralph (1914)
- Im Schützengraben, regia di Walter Schmidthassler (1914)
- Arme Eva, regia di Robert Wiene (1914)
- Stein unter Steinen, regia di Felix Basch (1916)
- Nächte des Grauens, regia di Richard Oswald e Arthur Robison (1916)
- Im Angesicht des Toten (1916)
- Frau Eva, regia di Robert Wiene e Artur Berger (1916)
- Die Bettlerin von St. Marien, regia di Alfred Halm (1916)
- Das Leben ein Traum, regia di Robert Wiene (1916)
- Aus Mangel an Beweisen, regia di Edmund Edel (1916)
- Unheilbar, regia di Emmerich Hanus (1917)
- Lulu, regia di Alexander Antalffy (1917)
- Die Seeschlacht, regia di Richard Oswald (1917)
- Der Ring der Giuditta Foscari, regia di Alfred Halm (1917)
- Das Geschaft, regia di Ernst Reicher (1917)
- Der zehnte Pavillon der Zitadelle, regia di Danny Kaden (1917)
- Die Ehe der Luise Rohrbach, regia di Rudolf Biebrach (1917)
- Hoheit Radieschen, regia di Danny Kaden (1917)
- Quando quattro persone fanno la stessa cosa (Wenn vier dasselbe tun), regia di Ernst Lubitsch (1917)
- L'allegra prigione (Das fidele Gefängnis), regia di Ernst Lubitsch (1917)
- Nach zwanzig Jahren, regia di Willy Zeyn (1918)
- Il carrettiere Henschel (Fuhrmann Henschel), regia di Ernst Lubitsch (1918)
- Gli occhi della mummia (Die Augen der Mumie Ma), regia di Ernst Lubitsch (1918)
- Keimendes Leben, Teil 1, regia di Georg Jacoby (1918)
- Keimendes Leben, Teil 2, regia di Georg Jacoby (1919)
- Der Mann der Tat, regia di Victor Janson (1919)
- Die Tochter des Mehemed, regia di Alfred Halm (1919)
- Vendetta, regia di Georg Jacoby (1919)
- Madame du Barry, regia di Ernst Lubitsch (1919)
- Rose Bernd, regia di Alfred Halm (1919)
- Due sorelle (Kohlhiesels Töchter), regia di Ernst Lubitsch (1920)
- Das Grosse Licht, regia di Hanna Henning (1920)
- Algol (Algol-Tragodie der Macht), regia di Hans Werckmeister (1920)
- Der Schädel der Pharaonentochter, regia di Otz Tollen (1920)
- Anna Bolena (Anna Boleyn), regia di Ernst Lubitsch (1920)
- Colombine, regia di Martin Hartwig (1920)
- I fratelli Karamazov (Die Bruder Karamasoff), regia di Carl Froelich (1921)
- Der Stier von Olivera, regia di Erich Schönfelder (1921)
- Danton, regia di Dimitri Buchowetzki (1921)
- Der Schwur des Peter Hergatz, regia di Alfred Halm (1921)
- Die Ratten, regia di Hanns Kobe (1921)
- Die Grafin von Paris, regia di Dimitri Buchowetzki (1922)
- Theonis, la donna dei faraoni (Das Weib des Pharao), regia di Ernst Lubitsch (1922)
- Othello, regia di Dimitri Buchowetzki (1922)
- Peter der Grosse, regia di Dimitri Buchowetzki (1922)
- Du sollst nicht töten, regia di Fritz Hofbauer (1923)
- Tragödie der Liebe, regia di Joe May (1923)
- Alles fur Geld, regia di Reinhold Schünzel (1923)
- Il gabinetto delle figure di cera (Das Wachsfigurenkabinett), regia di Paul Leni e Leo Birinsky (1924)
- Nju (Nju-Eine unverstandene Frau), regia di Paul Czinner (1924)
- L'ultima risata (Der letzte Mann), regia di Friedrich Wilhelm Murnau (1924)
- Liebe macht blind, regia di Lothar Mendes (1925)
- Quo vadis?, regia di Gabriellino D'Annunzio e Georg Jacoby (1924)
- Varieté, regia di Ewald André Dupont (1925)
- Tartufo (Herr Tartuff), regia di Friedrich Wilhelm Murnau (1925)
- Faust (Faust-Eine deutsche Volkssage), regia di Friedrich Wilhelm Murnau (1926)
- Nel gorgo del peccato (The Way of All Flesh), regia di Victor Fleming (1927)
- Crepuscolo di gloria (The Last Command), regia di Josef von Sternberg (1928)
- La via del male (Street of Sin), regia di Mauritz Stiller (1928)
- Lo zar folle (The Patriot), regia di Ernst Lubitsch (1928)
- Le colpe dei padri (Sins of the Fathers), regia di Ludwig Berger (1928)
- Fighting the White Slave Traffic (1929)
- Tradimento (Betrayal), regia di Lewis Milestone (1929)
- L'angelo azzurro (Der blaue Engel), regia di Josef von Sternberg (1930)
- L'ala della fortuna (Liebling der Götter), regia di Hanns Schwarz (1930)
- Tempeste di passione (Sturme der Leidenschaft), regia di Robert Siodmak (1932)
- Die Abenteuer des Königs Pausole, regia di Alexis Granowsky (1933)
- Der schwarze Walfisch, regia di Fritz Wendhausen (1934)
- I due re (Der alte und der junge König-Friedrichs des Grossen Jugend), regia di Hans Steinhoff (1935)
- I vinti (Traumulus), regia di Carl Froelich (1936)
- Ingratitudine (Der Herrscher), regia di Veit Harlan (1937)
- L'orma del diavolo (Der Zerbrochene Krug), regia di Emil Jannings e Gustav Ucicky (1937)
- La vita del dottor Koch (Robert Koch, der Bekämpfer des Todes), regia di Hans Steinhoff (1939)
- Ohm Kruger l'eroe dei Boeri (Ohm Kruger), regia di Hans Steinhoff (1941)
- Die Entlassung, regia di Wolfgang Liebeneiner (1942)
- Dono di primavera (Altes Herz wird wieder jung), regia di Erich Engel (1943)
- Wo ist Herr Belling?, regia di Erich Engel (1945)

### Produttore
- Die Entlassung, regia di Wolfgang Liebeneiner (1942)

### Film e documentari dove appare Emil Jannings
- Rund um die Liebe, regia di Oskar Kalbus - filmati di repertorio (1929)
- Le dee dell'amore (The Love Goddesses) documentario di Saul J. Turell - filmati di repertorio (1965)
- Bastardi senza gloria (Inglourious Basterds), regia di Quentin Tarantino - interpretato da Hilmar Eichhorn (2009)

## Doppiatori italiani
- Gero Zambuto in L'angelo azzurro
- Mario Besesti in L'angelo azzurro (ridoppiaggio)

## Premi e riconoscimenti

### Premio Oscar
- 1929 – Miglior attore protagonista per Crepuscolo di gloria (The Last Command) e Nel gorgo del peccato (The Way of All Flesh)

### Festival del cinema di Venezia
- 1937: - Coppa Volpi per la migliore interpretazione maschile per Ingratitudine (Der Herrscher)